# Jacksonella sexoculata
Jacksonella sexoculata là một loài nhện trong họ Linyphiidae.
Loài này thuộc chi Jacksonella. Jacksonella sexoculata được Kap Yong Paik & Takeo Yaginuma miêu tả năm 1969.